# Martin A. Hansen
Martin A. Hansen (20. srpna 1909 – 27. června 1955) byl dánský prozaik.

## Život a dílo
Hansen se narodil do velmi náboženské farmářské rodiny ve Strøby. V roce 1930 složil učitelskou zkoušku a byl pak zaměstnán v kodaňském školském systému.
Zabýval se poučnou literaturou. V jeho dílech nehledáme napětí, ale poučení a lehké pobavení. Ukazoval lidem jejich chyby a tímto činem narušil jakousi bariéru cenzury ale ani tento čin nezůstal bez následků. Později se zabýval povídkami:
- Koroptev
- Dožínková slavnost
- Čekárna
- Voják a dívka
- Lhář

Jeho dílo je nedílnou součástí dánského nihilismu (byl hlavním představitelem) a jiných přímo exhibicionistických děl.